# Bad Essen
Bad Essen es una comunidad en el distrito de Osnabrück ubicada en Baja Sajonia, Alemania.
Bad Essen es conocido por las casas históricas de tipo Deutschen Fachwerkstraße.

## Geografía

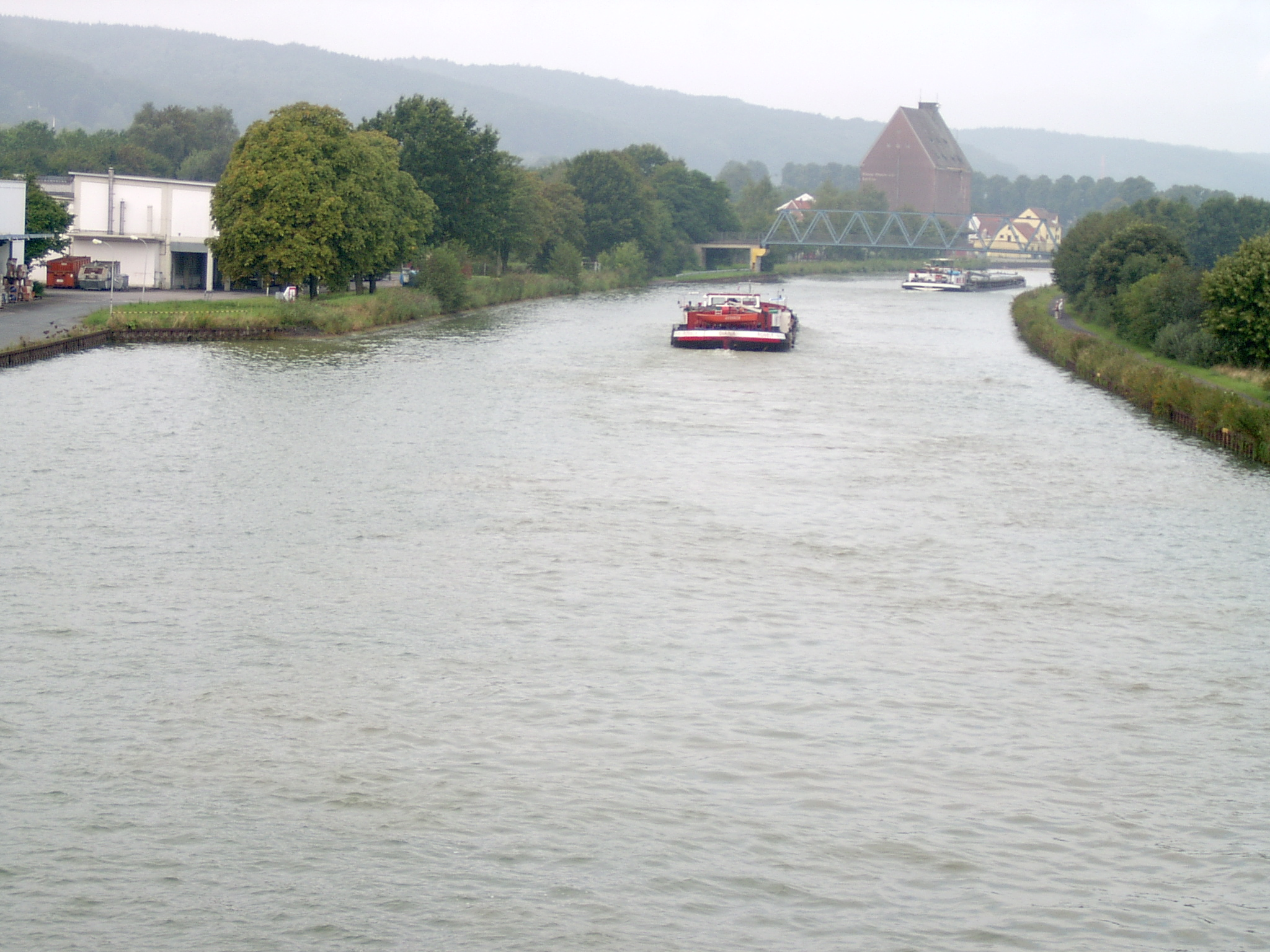
Mittellandkanal en su transcruso por Bad Essen.

La región de Bad Essen se encuentra en el transcurso de una sierra de baja altura geográfica. La montaña de Wiehengebirge llega apenas a una altitud de 211 m ü. NN la parte septentrional de la comarca es completamente llana y alcanza los 50 metros sobre el nivel del mar y pertenece al parque natural de Lübbecker Lößlandes. El Hunte fluye a través de Bad Essen desde el sur hacia el norte pasando por parte de Wittlage en el Mittellandkanal (posee un puerto fluvial en Bad Essen y Wehrendorf).
Las comunidades vecinas a Bad Essen limitan al norte con las ciudades de Stemwede, Preußisch Oldendorf (ambos son Kreis Minden-Lübbecke en el estado de Nordrhein-Westfalen), Melle, Bissendorf, Ostercappeln y Bohmte.

### Localización
La autovía Bundesstraße 65 cruza la comunidad de Bad Essen en sentido este-oeste. La autovía (Bundesautobahn) A1, A30 y A33 pasan a cerca de  20 km de Bad Essen. El aeropuerto más cercano a la ciudad es el Aeropuerto Münster-Osnabrück.
- Datos: Q554095
- Multimedia: Bad Essen / Q554095